# Chlorochaeta fuscidorsata
Chlorochaeta fuscidorsata là một loài bướm đêm trong họ Geometridae.